# Maria Alexiadis
Maria Alexiadis est une karatéka australienne née le 26 octobre 1975 à Melbourne. Elle a remporté une médaille de bronze en kumite moins de 50 kg aux Jeux mondiaux de 2013 à Cali.